# Эдуард Саксен-Альтенбургский
Эдуард Карл Вильгельм Кристиан Саксен-Альтенбургский (3 июля 1804, Хильдбургхаузен — 16 мая 1852, Мюнхен) — немецкий принц из Саксен-Гильдбурггаузена (с 1826 года Саксен-Альтенбурга).
Седьмой сын Фридриха Саксен-Гильдбурггаузенского (1763—1834) и Шарлотты Мекленбург-Стрелицкой (1769—1818).

## Первый брак
25 июля 1835 года в Зигмарингене Эдуард женился на Амалии Гогенцоллерн-Зигмаринген (1815—1841), дочери Карла Гогенцоллерн-Зигмарингена и Марии Антуанетты Мюрат. У них было четверо детей:
- Тереза Амалия Каролина Жозефина Антуанетта (21 декабря 1836 — 9 ноября 1914), с 16 апреля 1864 года супруга Августа Шведского
- Антуанетта Шарлотта Мария Жозефина Каролина Фрида (17 апреля 1838 — 13 октября 1908), с 22 апреля 1854 года супруга Фридриха Ангальтского
- Людвиг Йозеф Карл Георг Фридрих (24 сентября 1839 — 13 февраля 1844)
- Иоганн Фридрих Йозеф Карл (8 января 1841 — 25 февраля 1844)

14 января 1841 года Эдуард овдовел, когда его супруга Амалия умерла через шесть дней после рождения второго сына.

## Второй брак
8 марта 1842 года в Грайце Эдуард женился на Луизе Каролине Рейсс-Грейцской (1822—1875), дочери Хейнриха XIX. У них было двое детей:
- Альберт Генрих Иосиф Карл Виктор Георг Фридрих (14 апреля 1843 — 22 мая 1902), женат сначала на Марии Прусской и позже на Елене Мекленбург-Стрелицкой
- Мария Гаспарина Амалия Антуанетта Каролина Елизавета Луиза (28 июня 1845 — 5 июля 1930), с 12 июня 1869 года супруга Карла Гюнтера Шварцбург-Зондерсгаузенского